# Wallfahrtskirche Heiligkreuz (Leutesdorf)

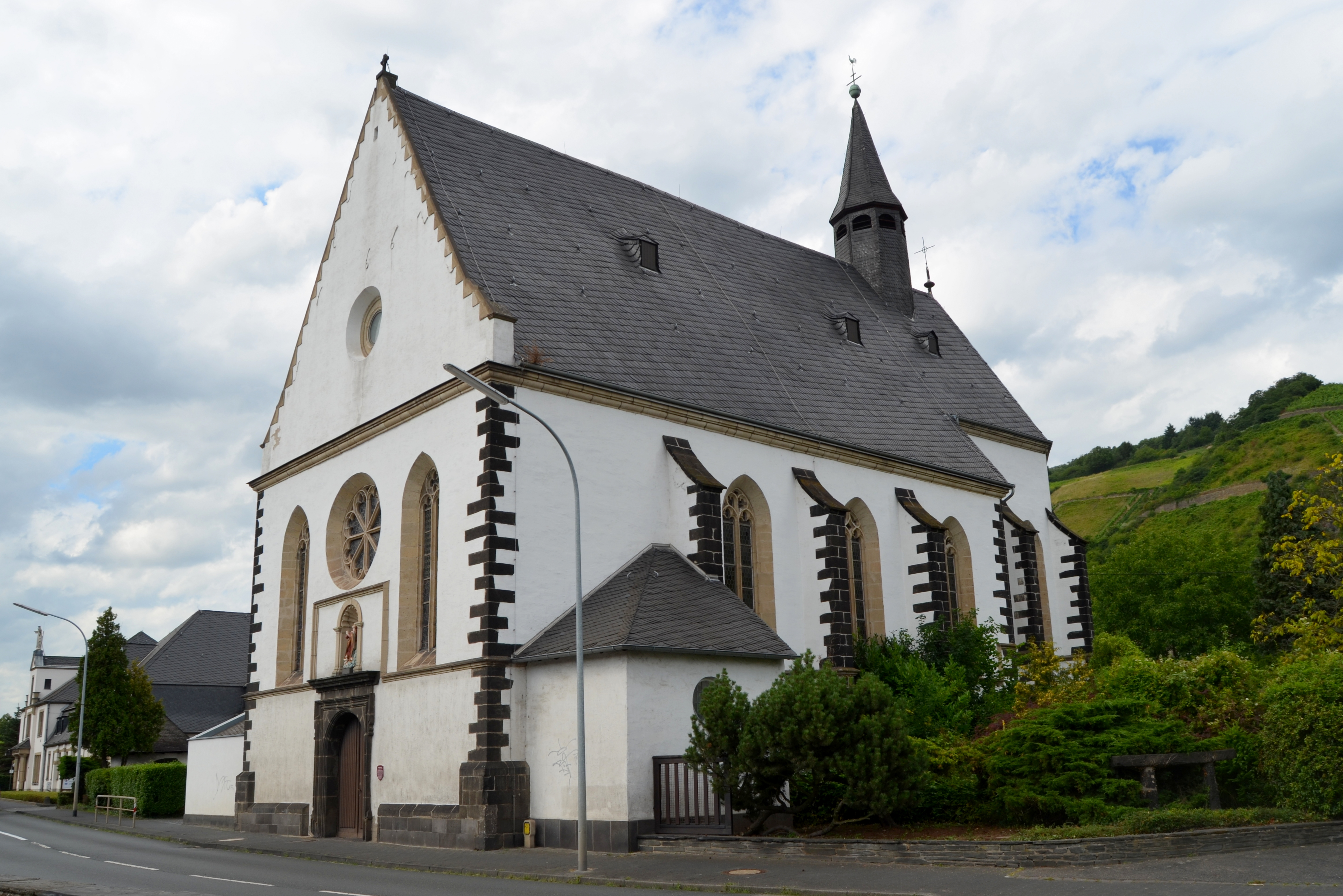
Wallfahrtskirche Heiligkreuz

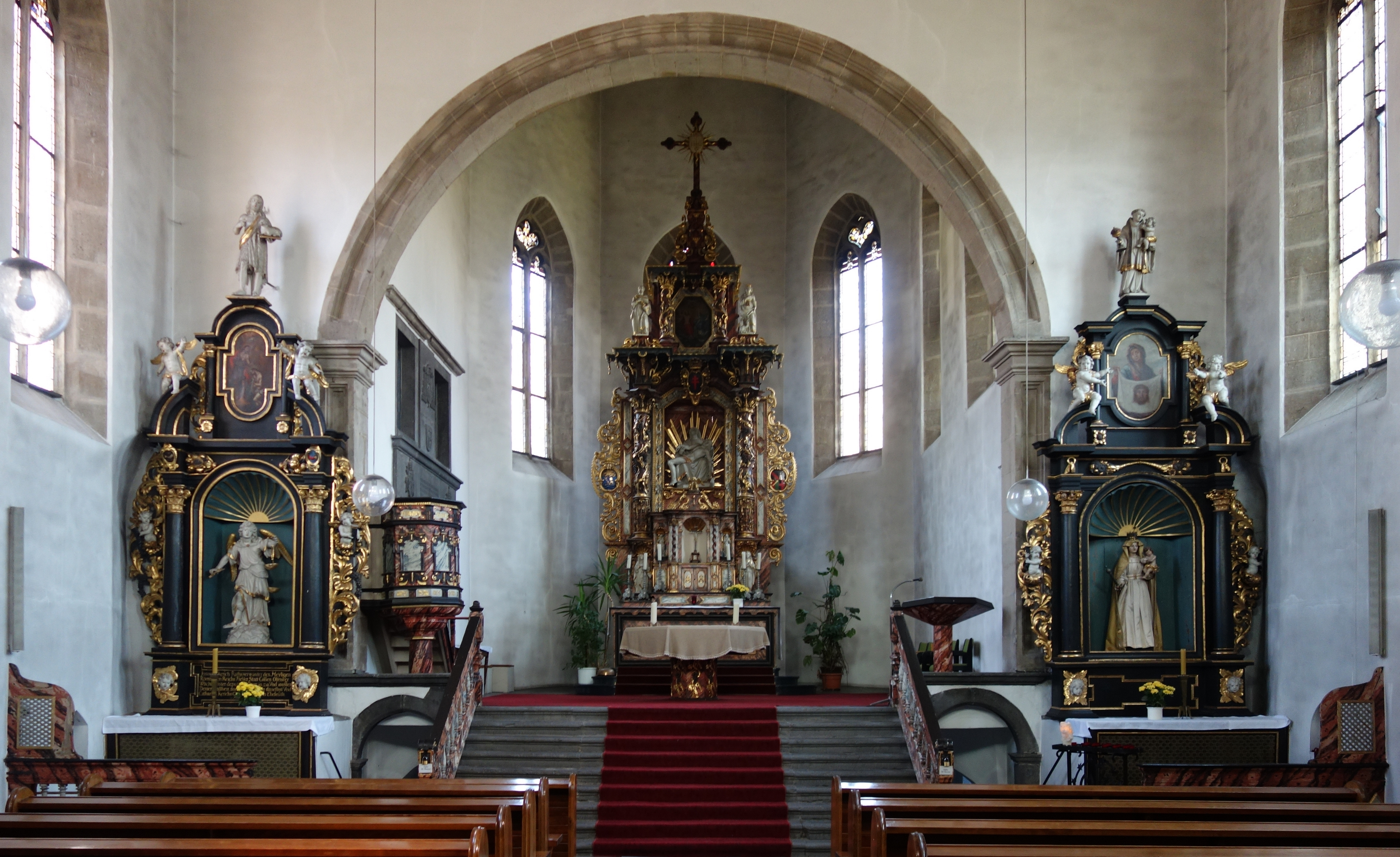
Innenraum

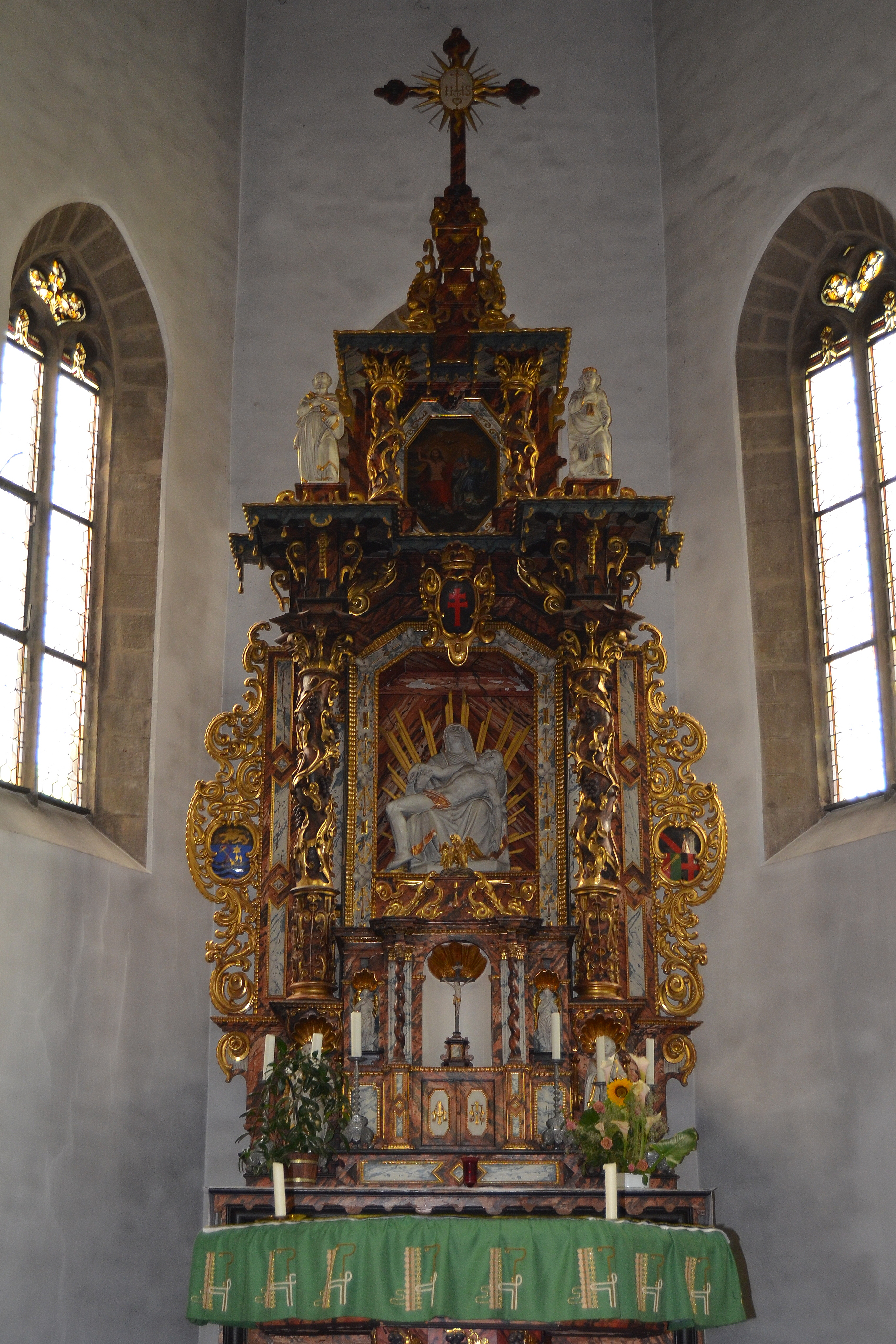
Hochaltar

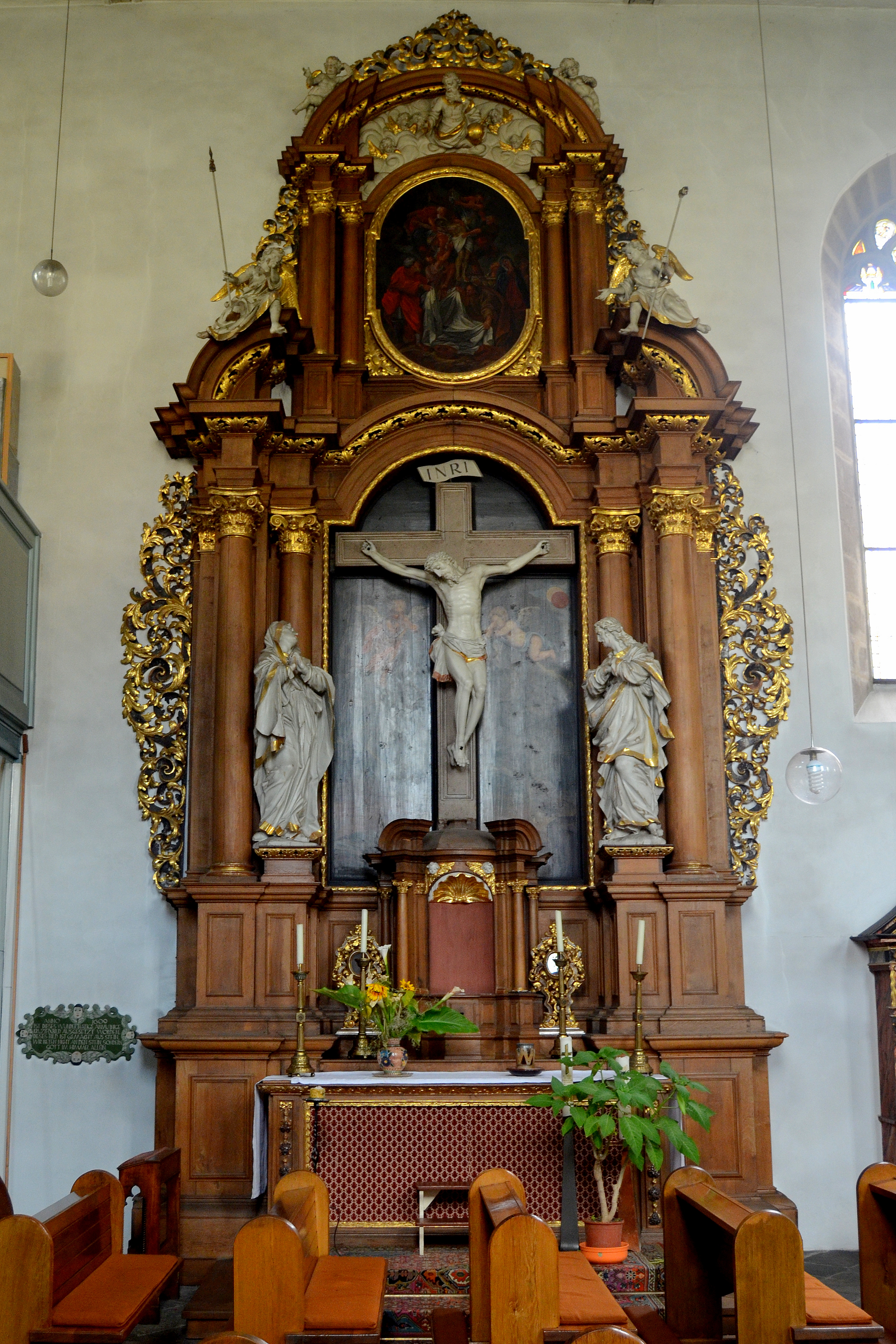
Kreuzaltar

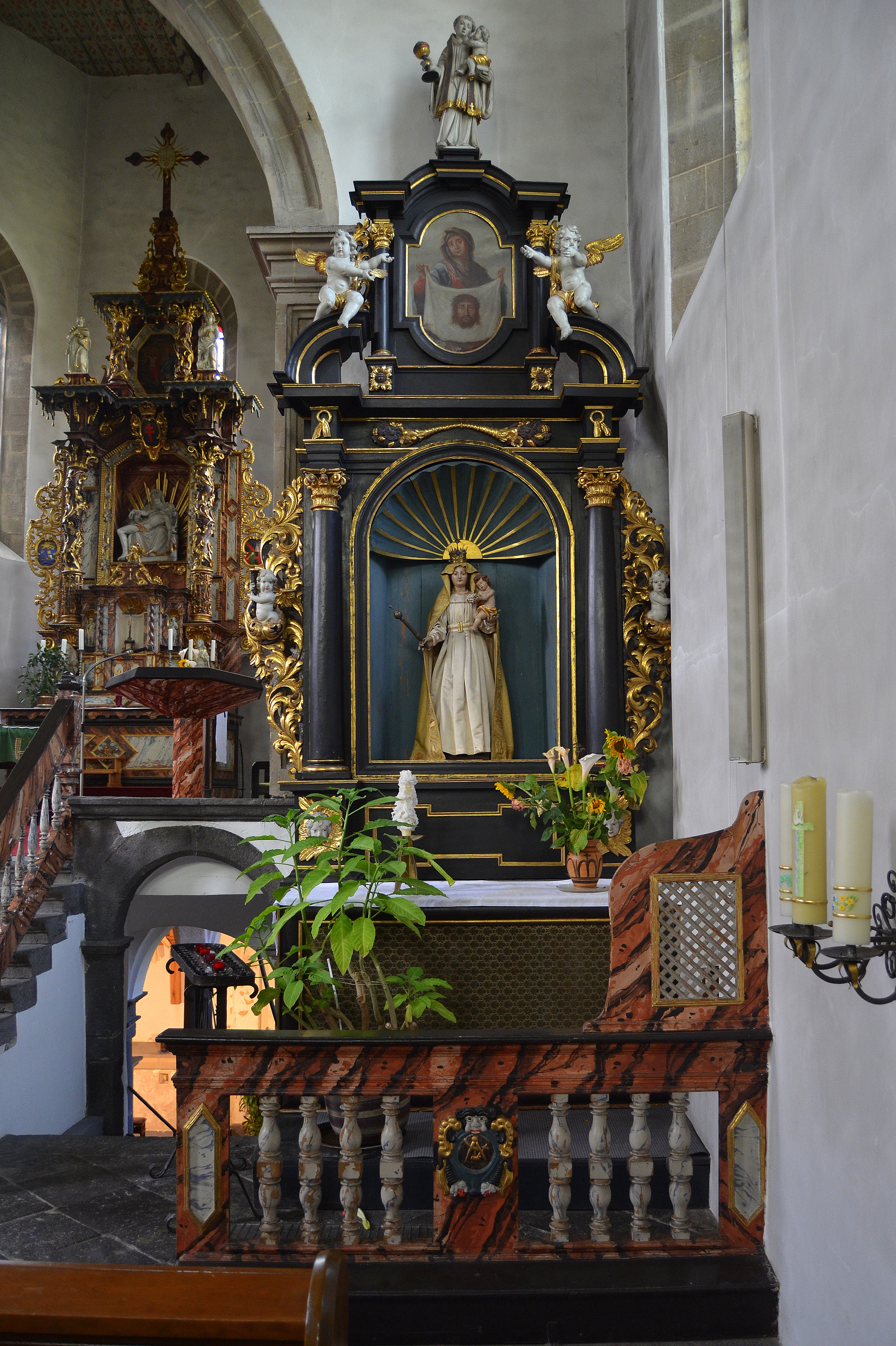
Marienaltar

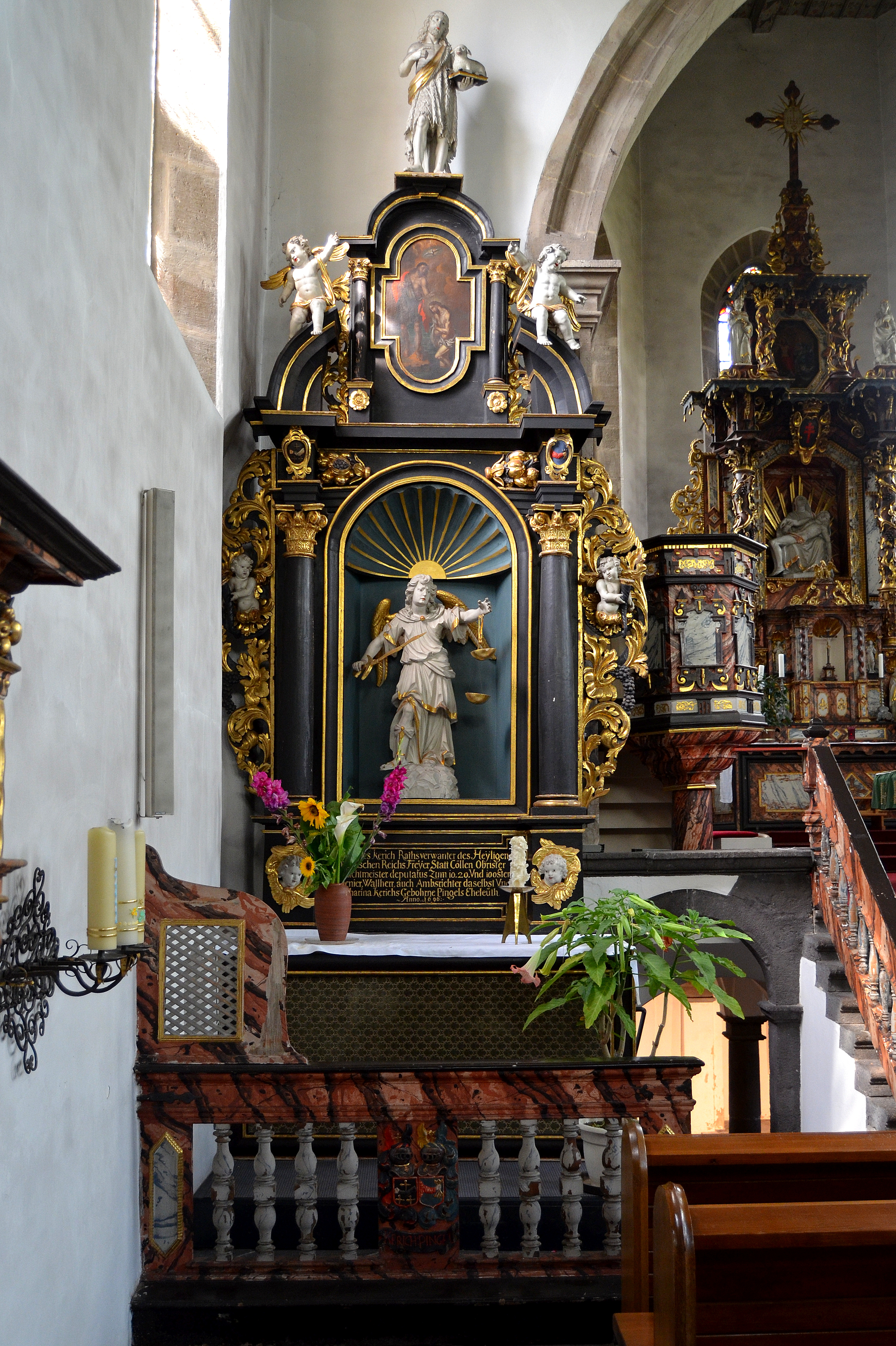
Michaelsaltar

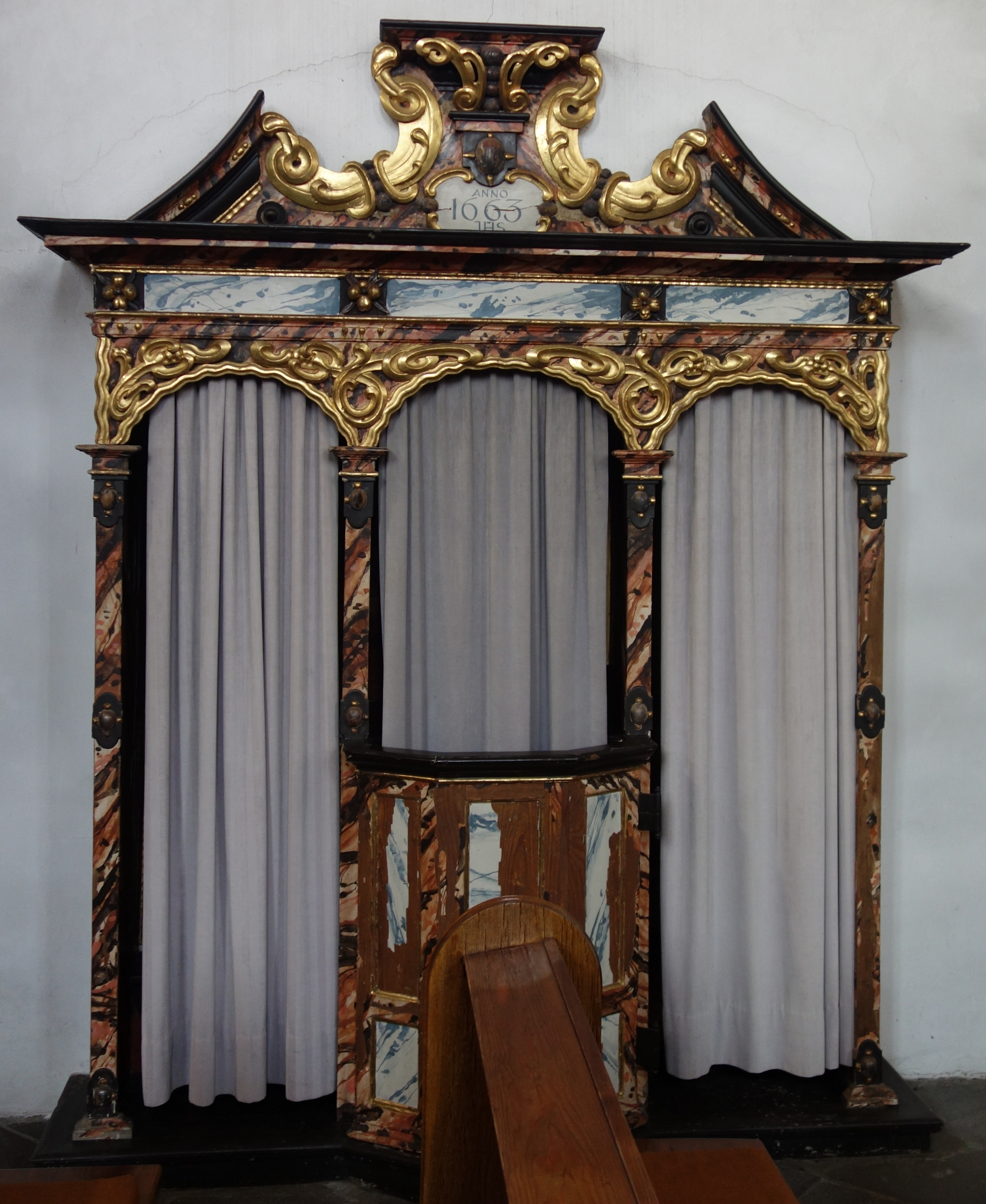
Beichtstuhl

Die Wallfahrtskirche Heiligkreuz ist ein römisch-katholischer Sakralbau in der Ortsgemeinde Leutesdorf im Landkreis Neuwied in Rheinland-Pfalz. Sie ist Ordenskirche der von Johannes Haw gegründeten Missionare vom Heiligen Johannes dem Täufer und der Johannesschwestern von Maria Königin des Johannesbundes.

## Entstehungsgeschichte
Im 14. Jahrhundert stiftete ein Graf zu Wied die Kreuzkirche am Kreuzberg bei Melsbach in der Grafschaft Wied. Bis 1516 pilgerten jährlich am 3. Mai, dem Fest Kreuzauffindung, Bürger aus Leutesdorf und den übrigen Orten des kurtrierischen Amtes Hammerstein dorthin, um ein Partikel des Heiligen Kreuzes zu verehren.
Wegen Streitigkeiten der Grafschaft Wied mit ihren Nachbarn und der späteren Einführung der Reformation mussten ab 1516 die Wallfahrten ausfallen. Die in Melsbach verehrten Kreuzreliquien verschwanden. Während der Suche nach einem neuen Ort für ihre Kreuzwallfahrt errichteten die Pilger unterhalb von Leutesdorf inmitten der Weinberge ein Kreuz, welches der Trierer Weihbischof Nicolaus Schienen am 31. Oktober 1520 weihte. Zum Schutz des Kreuzes bauten sie eine Kapelle, deren Grundmauern 1965 unterhalb der jetzigen Kirche im Bereich des Kreuzaltares gefunden wurden. Diese Kapelle war 4,65 × 3 Meter groß. Die großen Ecksteine und die nur 25 cm starken Seitenmauern lassen den Schluss zu, dass es sich um einen Fachwerkbau handelte. Holztafeln an der Wand hinter dem Kreuz zeigten Bilder des Heiligen Michael, des Pfarrpatrons Laurentius und des Heiligen Leonhard. Reste dieser Tafelmalereien sind heute noch im Kreuzaltar erhalten.
Infolge kriegerischer Auseinandersetzungen in den nachfolgenden Jahrzehnten wurde das Leutesdorfer Kreuz mehrmals verunehrt und im Jahre 1607 völlig zerschlagen. Als Dank für seine jahrelange anstrengende und gefährliche Pilgerfahrt nach Jerusalem, von der er schließlich wohlbehalten zurückkehrte, ließ der Leutesdorfer Bürger Anton Will von gesammelten Almosen 1609 ein neues Kruzifix mit einem Corpus Christi aus Tuff und Kreuzesbalken aus Basaltlava anfertigen.
Während des Dreißigjährigen Krieges und in den Folgejahren verfiel die Kapelle allmählich. Auf Initiative des Leutesdorfer Bürgers Johannes Rieden und mit Erlaubnis des Kurfürsten und Erzbischofs von Trier, Philipp Christoph von Sötern, begann 1647 der Bau der Wallfahrtskirche Heiligkreuz. Der Rohbau war im Wesentlichen im Herbst 1649 fertig. Die Jahreszahl in der Westfassade belegt, dass die Giebelspitze erst 1662 aufgesetzt wurde. 1680 fand die Weihe der Kirche statt.

## Baustil
Die Kirche ist im Stil des Eklektizismus erbaut, eine Kombination von Elementen verschiedener Baustile. Mauern, Fenster und insbesondere die Rosette im straßenseitigen Giebel erinnern an die Gotik, wohingegen das Portal, der Giebel und die Innenausstattung der Renaissance, bzw. dem Barock entlehnt sind.
Ursprünglich sollte die Kreuzkirche eingewölbt werden, jedoch, vermutlich aus Geldmangel, wurde stattdessen 1667 über dem Hochchor eine flache und über dem Kirchenschiff eine gewölbte, heute mit farbigen Ornamenten bemalte, Holzdecke eingezogen.

## Altäre

### Hochaltar
Er wurde in den Jahren 1666 und 1667 von dem Koblenzer Schreinermeister Christoph Bayer errichtet. Im Mittelteil befindet sich eine Pietà mit einem Strahlenhintergrund.

### Kreuzaltar
Er stammt von 1722 und sollte dem Kreuz einen der Barockzeit entsprechendem Rahmen geben. Die Begleitfiguren Maria und Johannes sind aus Lindenholz geschnitzt.
Da das steinerne Kreuz zu schwer war, zerbrach es während des Einbaus. Daraufhin wurden die Kreuzesbalken aus Basaltlava durch neue aus Trachyt vom Drachenfels ersetzt. Aus der ehemaligen Kapelle noch erhaltene Reste der Tafelmalerei wurden in den Kreuzaltar als Nischenrückwand integriert.

### Marienaltar
Im Mittelteil des rechten Seitenaltars, der vermutlich aus dem 17. Jahrhundert stammt, befindet sich eine Ankleidemadonna mit Jesuskind. Die Kartusche im Aufsatz darüber zeigt das Bild der Heiligen Veronika mit dem Schweißtuch Christi. Die Stifter des Marienaltars stammten vermutlich aus Köln.

### Michaelsaltar
Der linke Seitenaltar, der dem Erzengel Michael geweiht ist, wurde 1696 vom Kölner Kaufmann Johannes Kerich und seiner Ehefrau Catharina gestiftet, was sowohl durch die Stifterinschrift als auch durch die Wappen des Ehepaares belegt ist.
Seit der Kirchenrenovierung in den 1970er Jahren befindet sich in der Nische des Altars die Statue des Heiligen Michael mit Schwert und Seelenwaage. Vorher war dort ein großes Michaelsbild zu sehen, welches sich heute im Christkönigshaus befindet. In kleinen Kartuschen oberhalb der Michaelsstatue sind das Stifterwappen und ein Frauenwappen angebracht.

## Orgel
Die Orgel wurde um 1850 durch die Gebr. Weil aus Neuwied erbaut. Davon ist offenbar nur noch ein Teil mit 8 Registern auf einem Manual und Pedal erhalten.

## Glocken
1655 wurden in Köln zwei Glocken für die Kreuzkirche gegossen, die im Turm über dem Hochchor aufgehängt sind. Da sich der Chor auf einem Grundstück befindet, welches das Kloster Maria Laach der Gemeinde Leutesdorf für den Kirchenbau geschenkt hat, durfte der damalige Laacher Abt Johannes Luckenbach (1638–1662) die Glocken am 20. Oktober 1658 weihen.
Die kleine Glocke wurde von Johannes Lehr in Köln gegossen. Sie ist auf den Ton h gestimmt und trägt die Aufschrift:
Johannes Lehr schuf mich zu Köln 1655, ich ehre Gott mit hellem Klang – Johann von Deutz Nachgänger zu Linz und Margareta Schmitz Eheleut.
Die große Glocke musste 1721 von der Glockengießerei Schelchshorn auf dem Ehrenbreitstein umgegossen werden, da sie anscheinend gesprungen war. Sie ist auf den Ton a gestimmt und trägt die Inschrift:
Christoph Schelchshorn goß mich auf Ehrenbreitstein – Ich ertöne hell zu den Messen – Ich beweine die Toten – Ich wehre dem Blitz – 1721.
Nach dem Zweiten Weltkrieg waren die Glocken jahrelang außer Betrieb, weil der Turm während des Läutens erheblich schwankte. Nachdem dieser Schaden behoben und 1966 auch eine Läutemaschine angeschafft wurde, stellte sich heraus, dass Glocken und Klöppel nicht in rechtem Maß zueinander standen. Deshalb mussten neue Klöppel gegossen werden, deren Schwere exakt nach dem Glockengewicht berechnet wurde. Seit dem 11. April 1967 dürfen die Glocken wieder läuten.

## Krypta mit dem Heiligen Grab
Die Krypta von 1647 unter dem Hochchor beherbergt eine Nachbildung des Heiligen Grabes in Jerusalem, wie es sich dort bis zu einem Brand in der Grabeskirche im Jahre 1808 befand, im Maßstab 1 : 3. Im Unterschied zum Jerusalemer Grab ist das Heilige Grab in Leutesdorf nicht leer, sondern stellt den Gekreuzigten in seiner Grabesruhe dar. Die zwei Meter lange Grabplatte ist aus einem Stück Eifeltuff gemeißelt. Die Inschrift auf der Kopfunterlage mit der Jahreszahl 1648 nennt als Stifter den Zöllner Adolf von Cölln und seine Ehefrau.

## Denkmalschutz
Die Wallfahrtskirche Heiligkreuz ist in der Liste der Kulturdenkmäler in Leutesdorf verzeichnet.